# Союз МС-20

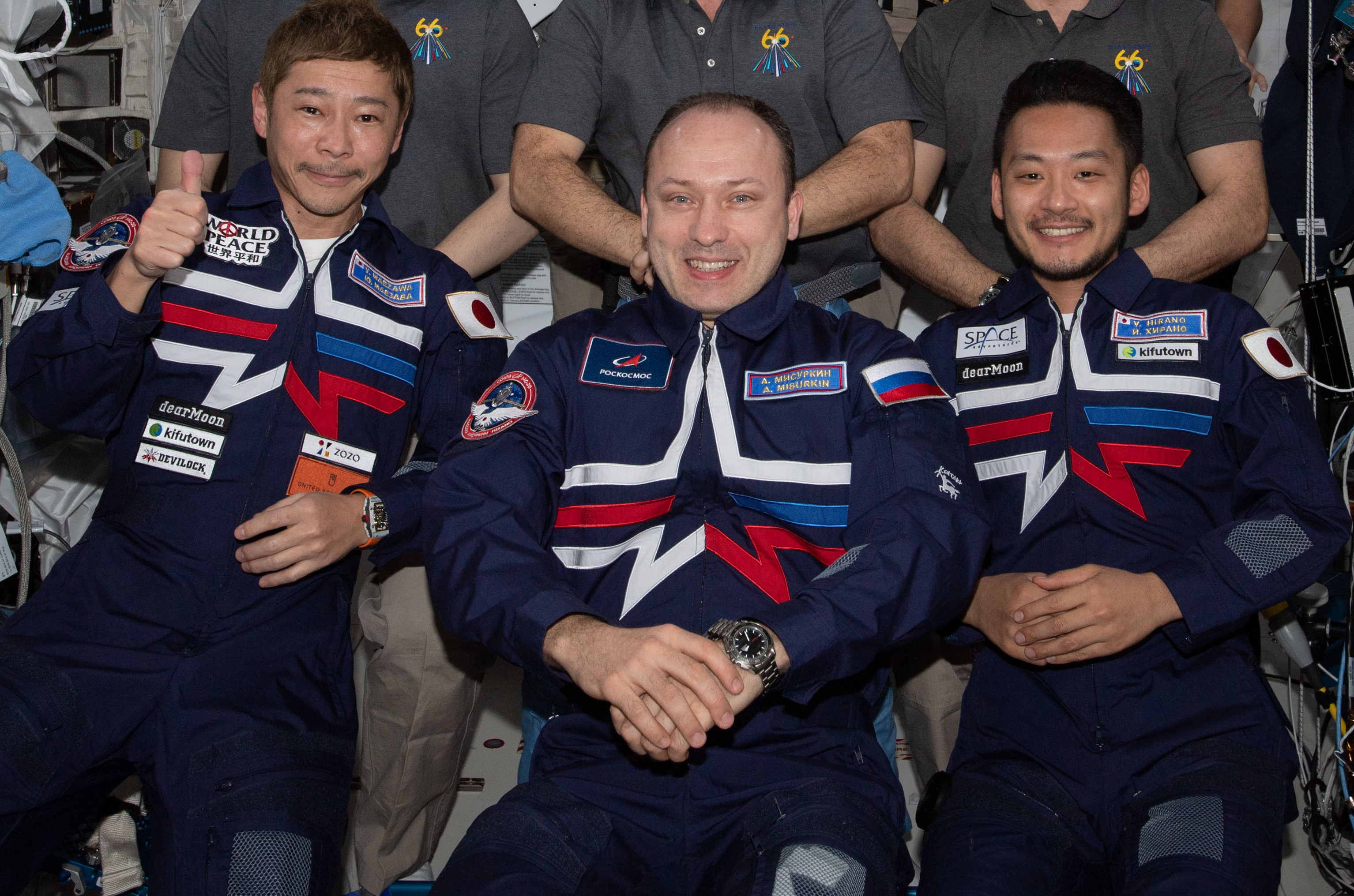

Союз МС-20 (№ 749) — політ до міжнародної космічної станції екіпажу у складі одного космонавта та двох космічних туристів — учасників експедиції відвідування МКС. Запуск пілотованого корабля «Союз МС» здійснено 8 грудня 2021 року. 20 грудня 2021 року екіпаж повернувся на Землю.

## Екіпаж
| Космонавт          | Посада                 | # польоту       | Корпорація       |                 |                 |                 |
| Основний екіпаж    | Основний екіпаж        | Основний екіпаж | Основний екіпаж  | Основний екіпаж | Основний екіпаж | Основний екіпаж |
| ------------------ | ---------------------- | --------------- | ---------------- | --------------- | --------------- | --------------- |
| Олександр Місуркін | Командир ТПК «Союз МС» | 4               | Роскосмос        |                 |                 |                 |
| Юсаку Маедзава     | Турист                 | 1               | Space Adventures |                 |                 |                 |
| Йозо Хінаро        | Турист                 | 1               | Space Adventures |                 |                 |                 |
| Дублери            |                        |                 |                  |                 |                 |                 |
| Олександр Скворцов | Командир ТПК «Союз МС» | 4               | Роскосмос        |                 |                 |                 |
| Щун Огісо          | Турист                 | 1               | Space Adventures |                 |                 |                 |
| Не визначено       |                        |                 |                  |                 |                 |                 |

## Корисне навантаження
Кораблем до МКС також доставлено близько 162 кг корисних вантажів, у тому числі матеріали для проведення медико-біологічних досліджень та експериментів, витратне обладнання, засоби гігієни, раціони харчування та 13 кг свіжих фруктів.

## Запуск та політ
Запуск здійснено за допомогою ракети носія «Союз-2.1а» із стартового майданчика № 31 космодрому Байконур 8 грудня 2021 року о 07:38:15 (UTC). Зближення відбувалося протягом чотирьох обертів. Стикування відбулось 8 грудня о 13:41 (UTC).
Корабель від'єднався від МКС 19 грудня о 23:50:30 (UTC) та успішно приземлився на території Казахстану 20 грудня о 03:13 (UTC).